# John Byce
John Arthur Byce, född den 9 augusti 1967 i Madison, Wisconsin, USA, är en före detta professionell ishockeyspelare. Han spelade tre säsonger i National Hockey League (NHL) mellan 1990 och 1992 för Boston Bruins. Byce spelade säsongen 1993/1994 i Elitserien för HV71. 